# Часовий парадокс
Часовий парадокс (англ. Temporal paradox, також відомий як парадокс подорожі у часі) — це гіпотетична парадоксальна ситуація, що суперечить формальній логіці та слугує аргументом проти можливостей подорожі у часі. Здебільшого розглядається в контексті подорожей у минуле, за яких порушується причинно-наслідковий зв'язок подій.

## Можливість подорожей у часі
Фізичному всесвіту властива так звана термодинамічна асиметрія часу: ступінь ентропії (хаотичності) всесвіту завжди зростає, чим зумовлений напрям плину часу. В минулому ентропія нижча, а в майбутньому вища; час може плинути вперед (від нижчої ентропії до вищої), але ніколи назад (від вищої ентропії до нижчої); а причина завжди передує наслідку. Це є аргументом на користь того, що подорожувати в майбутнє можливо, а в минуле — ні. Втім, сучасна фізика допускає, що за специфічних умов, наприклад, в зоні дії дуже сильної гравітації, простір-час може деформуватися, формуючи «часоподібні криві», в межах яких подорож у минуле здійсненна. Також подорожі в минуле гіпотетично можливі для мікроскопічних об'єктів завдяки квантовим ефектам.

## Підходи до формулювань
1) Замкнені причинно-наслідкові петлі — включають часову петлю, де причина та наслідок зумовлюють одна іншу, що унеможливлює встановити початок, але також внутрішньо узгоджуються з історією часової шкали. Такі парадокси стосуються як минулого, так і майбутнього.
2) Парадокси узгодженості — породжують низку невідповідностей часової шкали, де переміщення в минуле робить саме себе неможливим.

## Відомі парадокси
Парадокс убитого дідуся. Парадокс, уперше описаний під цією назвою письменником-фантастом Рене Баржавелем у 1943 році. Сама концепція найраніше з'явилася в журналі «Amazing Stories» у 1927 році, формулюючись як проблема того, чи може мандрівник у минуле вбити самого себе колишнього. В варіації з убивством дідуся описаний у «Amazing Stories Quarterly» в 1929 році. За класичним формулюванням, мандрівник у часі вирушає в минуле та вбиває свого дідуся. Тоді мандрівник у часі не народився б, не вирушив у минуле та не вбив би свого дідуся. Тож виникає суперечність: внаслідок подорожі в часі дідусь одночасно живий і вбитий, а його вбивця існує і не існує. Контраргумент американського філософа Девіда Левіса, опублікований у 1976 році, стверджує, що вказаний приклад доводить неможливість вчинити нелогічну дію, але подорожі в часі в принципі лишаються можливими. Вбити власного дідуся в минулому — це саме що логічно неможлива подія, на відміну від самої подорожі в часі.
«Може і не може». Ця варіація парадоксу убитого дідуся, запропонована Девідом Левісом, повинна доводити, що сама подорож у часі логічно неможлива. Мандрівник у часі, прибувши в минуле, може вбити свого дідуся, бо для цього є всі умови, наприклад, наявність зброї. Водночас він не може вбити дідуся, бо якщо той помре, не народиться батько мандрівника і самого мандрівника не стане і він не вирушить у минуле, щоб вбити власного дідуся. Левіс проте наголошував, що парадокс не абсолютний, а залежить від того, які передумови беруться до уваги. Кадрі Віхвелін у 1996 році писала про цей парадокс, що «могти вбити власного дідуся в минулому» можна тільки в тому разі, якщо хтось уже вбив власного дідуся, вирушивши в минуле. Позаяк про таку подію невідомо, то абсурдно й казати, що хтось «може» це зробити.
Парадокс Ньюкома. Парадокс, описаний фізиком Вільямом Ньюкомом у 1960 році, стосується несумісності детермінізму та свободи волі, але також застосовний до подорожей у часі. В ньому фігурують гравець та ідеальний провісник (яким може бути мандрівник у часі). Провісник точно знає майбутнє і пропонує гравцеві гру: є дві коробки, в одній тисяча доларів, а в іншій або мільйон доларів, або нічого; взяти можна одну коробку чи дві. Залежно від того, який вибір зробить гравець у майбутньому, провісник заздалегідь покладе чи не покладе гроші в другу коробку. Тож виграш гравця завжди буде менший, ніж міг бути. Виходить, що дії провісника залежать від вибору гравця, і при тому ж вибір гравця заздалегідь визначений.
Парадокс Фермі для мандрівників у часі. Парадокс Фермі полягає в тому, що імовірність зустріти позаземні цивілізації доволі висока, але такі зустрічі не відбуваються. Подібно його можна перефразувати: якби подорожі в часі були можливі, їх би вже спостерігали. Це, втім, може означати, що подорожі в часі з якоїсь причини неможливі саме на Землі чи саме в цей період, або наша епоха просто нецікава для мандрівників у часі.

## Підходи до вирішення парадоксів
Часовий парадокс використовують, щоб заперечити можливість подорожей у часі, бо вони завжди створюють часовий парадокс. Американський фізик-пропагандист т. зв. «теорії ймовірності» Кіп Торн, однак, сказав, що жоден зі сформульованих парадоксів у історіях про подорожі в часі не може бути сформульованим у фізичному сенсі [логічний парадокс суперечить законам природи і не станеться у реальності — Авт.]. Стосовно ж теорії про подорожі в часі, то в художніх творах такі ситуації із подорожжю в часі можуть мати багато способів вирішення — тож парадоксу не станеться.
Гіпотеза захисту часової лінії чи принцип самоузгодженості. Минуле фіксоване і історія самоузгоджується таким чином, що події, які вже сталися, все одно стануться при спробі їх змінити. Наприклад, у фільмі «Машина часу» (2002) винахідник намагається врятувати свою наречену, яку вбив грабіжник. Але кожна спроба врятувати її призводить до того, що наречена гине якимось іншим чином того ж дня, бо саме її смерть спонукала до винайдення машини часу.
Цей підхід дозволяє вирішити парадокс убитого дідуся таким чином: при спробі мандрівником у минуле вбити власного дідуся, обставини завжди складуться так, що вбити дідуся стане неможливо. Наприклад, його зброя виявиться несправна.
Гіпотеза мультивсесвіту. Згідно з цією гіпотезою, при спробі змінити минуле виникне інший всесвіт, у якому здійснена зміна історії буде несуперечливою, а оригінальна лишиться незачепленою. Як варіант — існує багато варіантів усесвіту одночасно, і при подорожі в часі мандрівник потрапить у той всесвіт, де його дії не створюють парадоксу. Наприклад, мандрівник у минуле, вбивши свого дідуся, повернеться не в рідний всесвіт, а в той, де його ніколи не існувало.
Усунення причини. Зміна минулого зумовлює усунення причини для подорожі в часі. Історія змінюється так, що подорожі не стається. Таким чином, якби мандрівник у часі вирушив у минуле, щоб убити Гітлера й запобігти Другій світовій війні, то в разі успіху не мав би причини для вирушення в минуле. Він жив би у світі, де Гітлер загинув, не почавши війну.

## У фантастиці
Перша згадка часового парадоксу присутня в фентезі Томаса Ансті Гатрі «Угода про час» (1891), де чоловік здає вільні години в «банк часу», щоб використати потім, але вони повертаються в довільні моменти. Нерозв'язно складна плутанина часу постає там не більше, ніж сон. Кінець XIX — початок XX століть насправді не досліджував ідею втручання в минуле, більшість тодішніх творів були більш пригодницькими розповідями, як-от «Машина часу» Герберта Веллса, або більш фаустівськими репрезентаціями подорожей у часі, наприклад, у «Єносі Сомсі» Макса Бірбома, де несприйнятий письменник укладає угоду з дияволом, щоб мати можливість відвідати 1997 рік і прочитати, що про нього написала історія. В «Час і Конвеї» (1937) Джона Прістлі висувалася ідея, що плин часу — це ілюзія, а всі моменти відбуваються одночасно, тож ними можна грати як завгодно.
На 1940-і припав розквіт теми часових петель, де подія спричиняє саму себе, як у «Час хоче скелета» (1941) Росса Рокліна, «За власними слідами» (1941) Роберта Гайнлайна, «Поштовх пальця» (1942) Альфреда Бестера, «Як ніколи не було» (1944) Шайлера Міллера. Один з найвідоміших прикладів таких творів — це «Всі ви зомбі…» (1959) Роберта Гайнлайна, де чоловік унаслідок подорожей у часі стає сам собі матір'ю та батьком. У «Зірка імперії» (1966) Семюеля Делані подібним чином двоє людей стають один одному учнем і наставником. У 1955 році також вийшов твір Вільяма Тенна «Відкриття Морніела Метавея» про історика, який повертається в середину XX століття, щоб дізнатися про художника, яким виявляється він сам. Майкл Муркок повторив цю передумову з Ісусом Христом у «Ось людина» 1969 року. Також у 1956 році Джон Віндем написав новелу «Подумай про її шляхи», де прокидається в антиутопічному майбутньому через дію ліків, а потім повертається та імовірно стає причиною того ж майбутнього. В творі Волтера Тевіса «Інший кінець лінії» 1963 року мандрівник у часі помилково дзвонить на власний номер телефону, змушуючи його говорити самого з собою. А в Денні Плахти в «Людина з того часу» 1966 року розповідається про особу, що випадково знищила планету, подорожуючи назад на 18 хвилин.
Про зміну сьогодення внаслідок втручання у минуле написано в «Голоси предків» (1933) Нейта Шахнера, де прийом подорожі в часі використовується, щоб викрити абсурдність поклоніння предкам і расизм. Але найвідомішим прикладом є «Гуркіт грому» (1952) Рея Бредбері, де турист у часі, який наступає на доісторичного метелика, змінює сучасну політику на гірше. Вільям Тенн у «Бруклінському проєкті» (1948) запропонував, що зміни минулого будуть непомітні, позаяк змінена історія вважатиметься нормальною. У багатьох творах добрі наміри тих, хто може змінити історію, сумно й іронічно йдуть наперекір їхнім сподіванням, як у «Арістотель і рушниця» (1958) Лайона Спраг де Кампа, чи «Чоловік, який прийшов зарано» (1956) Пола Андерсона. Серія «Часові війни» Саймона Гоука про надзвичайно екстравагантні історії в цьому ключі, розпочата з «Гамбіту Айвенго» (1984), все ще триває. А в оповіданні «Подвоєне та подвоєне» (1941) Малкольма Джеймсона, випадково проклятий відьмою, герой нескінченно повторює «ідеальний» день.
Потенціал мандрівників у часі існувати в кількох версіях у один і той самий час спеціально забороняється в таких оповідях, як «Мисливці на Лінкольна» (1957) Вілсона Такера та «Міленіум» (1983) Джона Варлі. Таке одночасне існування породжує відчуття неправоти та тривоги в «Кінці вічності» (1955) Айзека Азімова та «Польоті драконів» (1968) Енн Маккефрі. Однак інші автори, включаючи таких нежанрових письменників, як Осберт Сітвелл у «Людині, яка втратила себе» (1929) та Еліот Кроушей-Вільямс в «Людині, яка зустріла себе» (1947) — були особливо заінтриговані можливими психологічними наслідками зустрічі людини з пізнішою версією себе.
Класична арка коміксів про Людей Ікс 1981 року «Дні минулого майбутнього» розповідала історію Рейчел Саммерс, дочки супергероя Циклопа і Джин Грей з іншої хронології, яка подорожує в минуле, щоб врятувати своє майбутнє, але виявляє, що в кращому випадку може тільки повторити його. Така сюжетна лінія відтворена через кілька років у «Dragon Ball Z».
Найраніше зображення часового парадоксу в кіно відбулося в «Площі Берклі» (1933), де чоловік опиняється в минулому і зустрічає власного предка, через що його народження опиняється під загрозою. Починаючи з 1960-х років телебачення почало досліджувати концепції подорожі в часі, деякі з них написані видатними прозаїками наукової фантастики. В епізоді «Сутінкової зони» «Немає часу, як у минулому» герой розуміє, що не тільки не в змозі змінити минуле, а й стає причиною лих. У епізоді «Зоряного шляху» «Місто на межі вічності», герої рятують життя жінки, чий пацифізм затримує вступ Сполучених Штатів у Другу світову війну та призводить до того, що їхній Зоряний флот у майбутньому не існує. Кілька епізодів «Доктора Хто» розповідають про те, як люди зустрічаються самі з собою або якимось чином змінюють минуле.